# Hautrage-État
Hautrage-État is een plaats in de Henegouwse gemeente Saint-Ghislain, behorend tot de deelgemeente Hautrage.
Het betreft een mijnwerkersdorp dat gebouwd werd vanaf 1907 en dat tal van voorzieningen bevatte zoals een kerk en een gemeenschapshuis. De mijn sloot in 1959. Het dorp kent diverse nationaliteiten, waaronder veel Polen en Italianen.

## Bezienswaardigheden
- Van de mijn zijn nog enkele gebouwen blijven bestaan.
- De Heilig-Hartkerk (Église du Sacré-Coeur) werd begin 20e eeuw gebouwd. De hoogte van de kerk bedraagt 25 meter.

## Natuur en landschap
In de omgeving liggen enkele plassen zoals het Lac de Tertre en het Lac du Grand-Rieu. 

## Nabijgelegen kernen
Hautrage, Villerot, Saint-Ghislain, Boussu, Thulin, Ville-Pommeroeul